# Bihaćko-petrovačka eparhija
Bihaćko-petrovačka eparhija, eparhija Srpske pravoslavne Crkve koja djeluje na području Bosne i Hercegovine. Sjedište eparhije je u Bosanskom Petrovcu. Trenutačni episkop je Sergije Karanović (od 2017.).

## Povijest
Bihaćko-petrovačka eparhija osnovana je odlukom Svetog arhijerejskog sabora Srpske pravoslavne crkve 1990. godine. Određena je i kao nasljednica Eparhije bihaćke, koja je osnovana 1925. U sastav novoosnovane eparhije ušli su dijelovi eparhija Banjalučka eparhija i Dalmatinske. Prostire se na 12 političkih općina, i to: Bosanski Petrovac, Livno, Glamoč, Bosansko Grahovo, Drvar, Bihać, Cazin, Velika Kladuša, Bužim, Bosanska Krupa, Sanski Most i Ključ.

## Vanjske poveznice
- Službene stranice Bihaćko-petrovačke eparhije